# Damian Jones (Basketballspieler)
Damian William Jones (* 30. Juni 1995 in Baton Rouge, Louisiana) ist ein US-amerikanischer Basketballspieler, der zurzeit bei den Zhejiang Golden Bulls in der Chinese Basketball Association (CBA) unter Vertrag steht.

## College
Nach seiner Zeit an der Scotlandville Magnet High School in Baton Rouge besuchte Jones für drei Jahre die Vanderbilt University. In seiner Junior-Saison erzielte er für sein Team durchschnittlich 13,9 Punkte und 6,9 Rebounds in 26,2 Minuten pro Spiel.

## NBA-Karriere
In der NBA-Draft 2016 wurde Jones von den Golden State Warriors in der ersten Runde an 30. Stelle ausgewählt. Er unterschrieb bei ihnen einen Vierjahresvertrag über 6,3 Millionen US-Dollar. In seinen ersten beiden Profijahren erhielt Jones kaum Spielzeit bei den Warriors. In der Saison NBA 2016/17 wirkte er in zehn Spielen in insgesamt 85 Minuten mit und in der Saison NBA 2017/18 spielte er in 15 Spielen für insgesamt 89 Minuten. Außerdem kam er in beiden Jahren in den Play-offs jeweils zu vier Kurzeinsätzen für die Warriors und konnte mit dem Team in seinen ersten beiden Jahren in der NBA jeweils den Titel gewinnen.
Spielerfahrung sammelte er in seinen ersten beiden Profijahren überwiegend bei den Santa Cruz Warriors, dem NBA-G-League-Team der Warriors. Hier wusste er vor allem 2017/18 mit 15 Punkten und 8 Rebounds pro Spiel zu überzeugen. In seinem dritten Jahr bei den Warriors wuchs die Rolle von Jones, sodass er für knapp 17 Minuten pro Spiel eingesetzt wurde und hierbei 5,4 Punkte im Schnitt für Golden State erzielen konnte. Hierbei spielte er auch überwiegend als Starter, weil DeMarcus Cousins aufgrund einer Verletzung noch nicht einsatzbereit war. Allerdings verletzte Jones sich bereits nach 24 Spielen schwer am Brustmuskel und verpasste dadurch die restlichen Spiele der regulären Saison 2018/19.

## Erfolge
- 2× NBA-Meister: 2017, 2018

## Karriere-Statistiken

### NBA

#### Reguläre Saison
| Saison  | Team                              | GP  | GS | MPG  | FG % | 3P % | FT % | RPG | APG | SPG | BPG | PPG |
| ------- | --------------------------------- | --- | -- | ---- | ---- | ---- | ---- | --- | --- | --- | --- | --- |
| 2016/17 | Golden State                      | 10  | 0  | 8.5  | .500 | —    | .300 | 2.3 | 0.0 | 0.1 | 0.4 | 1.9 |
| 2017/18 | Golden State                      | 15  | 0  | 5.9  | .500 | —    | .600 | 0.9 | 0.1 | 0.1 | 0.2 | 1.7 |
| 2018/19 | Golden State                      | 24  | 22 | 17.1 | .716 | —    | .649 | 3.1 | 1.2 | 0.5 | 1.0 | 5.4 |
| 2019/20 | Atlanta                           | 55  | 27 | 16.1 | .680 | .222 | .738 | 3.7 | 0.6 | 0.5 | 0.7 | 5.6 |
| 2020/21 | Phoenix / LA. Lakers / Sacramento | 39  | 10 | 14.0 | .680 | .200 | .724 | 3.1 | 0.7 | 0.3 | 0.7 | 4.7 |
| 2021/22 | Sacramento                        | 56  | 15 | 18.2 | .658 | .345 | .718 | 4.4 | 1.2 | 0.5 | 0.8 | 8.1 |
| 2022/23 | LA. Lakers / Utah                 | 41  | 1  | 11.6 | .640 | .588 | .759 | 3.0 | 0.4 | 0.2 | 0.5 | 3.5 |
| 2023/24 | Cleveland                         | 41  | 1  | 11.6 | .640 | .588 | .759 | 3.0 | 0.4 | 0.2 | 0.5 | 3.5 |
| Gesamt  | Gesamt                            | 240 | 75 | 14.6 | .662 | .383 | .706 | 3.4 | 0.7 | 0.4 | 0.7 | 5.2 |

#### Play-offs
| Saison  | Team         | GP | GS | MPG | FG %  | 3P % | FT % | RPG | APG | SPG | BPG | PPG |
| ------- | ------------ | -- | -- | --- | ----- | ---- | ---- | --- | --- | --- | --- | --- |
| 2016/17 | Golden State | 4  | 0  | 5.3 | .429  | —    | .500 | 1.5 | 0.0 | 0.5 | 0.3 | 1.8 |
| 2017/18 | Golden State | 4  | 0  | 2.8 | .500  | —    | .667 | 0.8 | 0.0 | 0.0 | 0.0 | 1.0 |
| 2018/19 | Golden State | 4  | 1  | 2.0 | 1.000 | —    | .500 | 0.5 | 0.0 | 0.0 | 0.0 | 0.8 |
| 2023/24 | Cleveland    | 2  | 0  | 4.5 |       | —    | —    | 1.0 | 1.0 | 0.0 | 0.5 | 0.0 |
| Gesamt  | Gesamt       | 14 | 1  | 3.5 | .500  | —    | .571 | 0.9 | 0.0 | 0.2 | 0.1 | 1.0 |